# Marie-Jo Bourron
 (septembre 2019).
Marie-Jo Bourron, pseudonyme de Marie-Josèphe Aimée Vincente Bourron, née le 5 novembre 1931 à Grenoble et morte le 2 juillet 2012 à Paris est une sculptrice française.

## Biographie
Marie-Josèphe Bourron naît le 5 novembre 1931 à Grenoble. Elle se marie en 1946 puis déménage de Grenoble en 1957 avec son époux et ses deux enfants pour Tarbes, Bordeaux puis Paris.
Son ami François Soubeyran — un des quatre membres des frères Jacques — est chanteur mais aussi potier et l'initie au travail de la terre.
Marie-Jo Bourron s'inscrit aux cours du soir des Beaux-Arts de Paris en 1968. Très vite, elle travaille la terre, le marbre, le bronze et expose pour la première fois en 1974 à Paris au Salon des indépendants.
Elle exposera pratiquement toutes les années en France mais aussi aux États-Unis, en Allemagne, en Suisse, aussi bien individuellement qu'en groupe, notamment en 1988 à Chicago en duo, à la galerie Jacques Baruch avec le photographe Lucien Clergue et le peintre Sacha Chimkevitch sur le thème du jazz.